# Fenglingtou (köpinghuvudort i Kina, Jiangxi Sheng, lat 28,46, long 117,85)
Fenglingtou (kinesiska: 枫岭头) är en köpinghuvudort i Kina. Den ligger i provinsen Jiangxi, i den sydöstra delen av landet, omkring 190 kilometer öster om provinshuvudstaden Nanchang. Antalet invånare är 29 693. Befolkningen består av 14 402 kvinnor och 15 291 män. Barn under 15 år utgör 24,0 %, vuxna 15-64 år 67 %, och äldre över 65 år 7,0 %.
Runt Fenglingtou är det ganska tätbefolkat, med 239 invånare per kvadratkilometer. Närmaste större samhälle är Xuri, 7,9 km öster om Fenglingtou. Trakten runt Fenglingtou består till största delen av jordbruksmark.
Genomsnittlig årsnederbörd är 2 755 millimeter. Den regnigaste månaden är juni, med i genomsnitt 477 mm nederbörd, och den torraste är oktober, med 35 mm nederbörd.